# Moorie
Moorie – klient sieci P2M dla systemów GNU/Linux, Unix. Obsługuje w pełni uploady programu Moorhunt, jednak w planach jest także obsługa takich programów jak: Ygoow, Skydow czy MailShare. Natywne środowisko pracy Moorie to wiersz poleceń, jednakże możliwe jest korzystanie z niego przy pomocy graficznej nakładki napisanej w bibliotece Qt – QMoorie. Moorie jest udostępniany na licencji LGPL.

## Historia powstania
Projekt Moorie został zapoczątkowany w 2007 roku przez Pawła Stołowskiego, który napisał prostą aplikację działającą w trybie tekstowym i obsługującą tylko skrzynkę Gmail. Powodem zapoczątkowania projektu był fakt, iż oryginalny klient Moorhunt nie jest możliwy do uruchomienia (emulowania) w systemach GNU/Linux, Unix. Jednakże projekt został zarzucony i dopiero pojawienie się nowych programistów spowodowało rozwój aplikacji. Od 2009 roku Moorie zaczęło się rozwijać jeszcze bardziej intensywnie. Powstało nowe forum i nowa strona główna projektu. Kod źródłowy został uporządkowany i przepisany na nowo, zostały też nakreślone przyszłe plany rozwoju Moorie.

## Licencja
Moorie początkowo był rozwijany na licencji GPL, jednakże aby uniemożliwić powszechny wśród mało popularnych for P2M proceder zawłaszczania uploadowanych plików, zdecydowano się na zamknięcie części kodu, która jest odpowiedzialna za kodowanie i dekodowanie hashcodów.

## Opis programu
Moorie umożliwia pobieranie plików oraz na ich wysyłanie na skrzynki pocztowe przy pomocy kodowania programu Moorhunt. W zależności od preferencji można z niego korzystać z wiersza poleceń, a także w środowisku graficznym dzięki nakładce Qmoorie. Względem znanej z systemów Windows aplikacji Moorhunt, Moorie nie posiada jeszcze kreatora skrzynek, ale opcja ta będzie zaimplementowana w przyszłości. Mimo iż Moorie jest tworzony głównie tylko przez dwóch programistów, rozwija się dość dynamicznie, a w przyszłości stawia sobie za cel pełną obsługę programów innych niż Moorhunt. Moorie dostępny jest do pobrania zarówno w formie źródeł do samodzielnej kompilacji, jak i w postaci plików binarnych dla najpopularniejszych dystrybucji.

## Obsługiwane skrzynki
Moorie umożliwia pobieranie plików z następujących skrzynek pocztowych:
- gmail.com
- oparte na Google (gala.net, gazeta.pl, mailbox.hu, vivapolska.tv, gde.ru, klikni.cz, livedoor.com, oneindia.in, bigmir.net)
- mail.ru
- mynet.com
- oi.com.br
- poczta.onet.pl/onet.eu
- rock.com
- yandex.ru

Wysyłanie plików w Moorie możliwe jest na razie na poniższe serwery pocztowe:
- gmail.com
- oparte na Google (gala.net, gazeta.pl, mailbox.hu, vivapolska.tv, gde.ru, klikni.cz, livedoor.com, oneindia.in, bigmir.net)
- volny.cz